# 230656 Kovácspál
(230656) Kovácspál, denumire internațională (230656) Kovacspal, este un asteroid din centura principală de asteroizi.

## Descriere
230656 Kovácspál este un asteroid din centura principală de asteroizi. A fost descoperit pe 19 septembrie 2003 la Piszkesteto de Krisztián Sárneczky și Brigitta Sipőcz. Asteroidul prezintă o orbită caracterizată de o semiaxă mare de 3,03 ua, o excentricitate de 0,14 și o înclinație de 10,6° în raport cu ecliptica.